# JER LAU "ACROSS THE UNIVERSE" IN MY SIGHT SOLO CONCERT 2023
《JER LAU “ACROSS THE UNIVERSE” IN MY SIGHT SOLO CONCERT 2023》是香港男歌手柳應廷在2023年7月7-10日於香港會議展覽中心HALL 5BC舉行的首個個人演唱會，也是MIRROR成員個人演唱會系列《MIRROR "In My Sight" Solo Concert 2023/24》的第一作。
2024年10月3日，推出首個個人演唱會的藍光碟 (Blu-ray)，採用A或B版雙封面設計，雙碟Blu-ray，收錄從未曝光的珍貴片段及動人時刻。

## 場次
| 場次列表 | 場次列表      | 場次列表   | 場次列表 | 場次列表                  | 場次列表                                            | 場次列表 |
| 場次     | 日期          | 國家／地區 | 城市     | 場館                      | 附註                                                |          |
| -------- | ------------- | ---------- | -------- | ------------------------- | --------------------------------------------------- | -------- |
| 1        | 2023年7月7日  | 香港       | 香港     | 香港會議展覽中心 Hall 5BC | MIRO 歌迷會專場 嘉賓：陳蕾                          |          |
| 2        | 2023年7月8日  | 香港       | 香港     | 香港會議展覽中心 Hall 5BC | 嘉賓：陳健安                                        |          |
| 3        | 2023年7月9日  | 香港       | 香港     | 香港會議展覽中心 Hall 5BC | 嘉賓：林宥嘉                                        |          |
| 4        | 2023年7月10日 | 香港       | 香港     | 香港會議展覽中心 Hall 5BC | MIRO 歌迷會專場另設網上直播 嘉賓：吳林峰、The Hertz |          |

## 表演曲目
演唱會首場（7月7日）共表演22首歌曲：
- 1. 《從零開始的新世界》
- 2. 《MM7》
- 3. 《水刑物語》
- 4. 《迴光物語》
- 5. 《風靈物語》
- 6. 《砂之器》
- 7. 《狂人日記》
- 8. 《JM單身9》
- 9. 《漂流號》（翻唱The Hertz歌曲）
- 10. 《離別的規矩》
- 11. 《自毀的程序》
- 12. 《坐看雲起時》
- 13. 《繼續繼續》（翻唱陳健安歌曲）
- 14. 《捱麵包的人》（翻唱吳林峰歌曲）
- 15. 《凡星》（翻唱陳蕾歌曲；與陳蕾合唱）
- 16. 《The Bright Side》（翻唱COLLAR歌曲）
- 17. 《致明日的舞》（翻唱陳奕迅歌曲）
- 18. 《人類群星閃耀時》

Encore
- 19. 《P.S. I Love You》（翻唱Supper Moment歌曲)
- 20. 《陀飛輪》（翻唱陳奕迅歌曲）
- 21. 《眼色》
- 22. 《樂壇已死》